# 민다나오산악쥐
민다나오산악쥐 또는 흰배산악쥐(Limnomys sibuanus)는 쥐과에 속하는 설치류의 일종이다. 필리핀에서만 발견된다.

## 특징
작은 설치류로 몸통 길이는 102~129mm이고 꼬리 길이는 147~174mm이다. 발 길이는 28~31mm, 귀 길이는 20~22mm이고 몸무게는 최대 82g이다. 털은 길고 무성하다. 등쪽은 황갈색이지만 배쪽은 누르스름한 크림색을 띤다.

## 생태
나무 위에서 주로 생활하는 수상성 동물이고, 주로 야행성 생활을 한다. 먹이는 열매와 씨앗이고 드물게 무척추동물을 먹는다.

## 분포 및 서식지
필리핀 민다나오섬의 토착종이다. 해발 2,000m와 2,800m 사이의 일차림 산지림과 이끼림 우림에서 서식한다.